# Millennium Monsterwork 2000
Millennium Monsterwork 2000 è un album dal vivo dei Melvins e dei Fantômas, pubblicato nel 2002 dalla Ipecac Recordings. La registrazione è stata effettuata allo Slim's di San Francisco, California, il 31 dicembre del 2000. Sul palco erano presenti contemporaneamente i componenti di tutte e due le band. I brani (sia dei Melvins che dei Fantômas) sono stati quindi eseguiti da tutti i componenti.

## Tracce
1. Good Morning Slaves (Book 1: Page 27) – 1:47 (Mike Patton)
2. Night Goat – 5:05 (testo: Buzz Osborne – musica: Buzz Osborne, Dale Crover)
3. The Omen (Ave Satani) – 1:58 (Jerry Goldsmith)
4. Cholo Charlie (Book 1: Page 3) – 1:03 (Mike Patton)
5. White Men Are The Vermin Of The Earth – 1:01
6. Terpulative Guns & Drugs (Book 1: Page 28) – 2:45 (Mike Patton)
7. Ol' Black Stooges – 2:33 (Buzz Osborne, Dale Crover)
8. Ripping Chicken Meat (Book 1: Page 1) – 1:51 (Mike Patton)
9. The Bit – 5:55 (Dale Crover)
10. Mustling With The Phunts (Book 1: Page 29) – 1:00 (Mike Patton)
11. Me And The Flamer (Book 1: Page 14) – 4:03 (Mike Patton)
12. She's A Puker (Book 1: Page 6) – 1:08 (Mike Patton)
13. The Turkey Doctor (Book 1: Page 10) – 1:05 (Mike Patton)
14. Hooch – 1:12 (testo: Buzz Osborne – musica: Buzz Osborne, Dale Crover)
15. Mombius Hibachi – 1:30 (Buzz Osborne, Kevin Rutmanis, Dale Crover)
16. Liquorton Gooksburg (Book 1: Page 23) – 0:46 (Mike Patton)
17. Skin Horse – 3:35 (Buzz Osborne)
18. Cape Fear – 1:51 (Bernard Herrmann)

Durata totale: 40:08

## Formazione
- Buzz Osborne - voce, chitarra
- Mike Patton - voce, sampler
- Dave Stone - chitarra
- Kevin Rutmanis - basso
- Trevor Dunn - basso
- Dale Crover - batteria, cori
- Dave Lombardo - batteria